# Aplysina cavernicola
Aplysina cavernicola är en svampdjursart som först beskrevs av Jean Vacelet 1959.  Aplysina cavernicola ingår i släktet Aplysina och familjen Aplysinidae. Inga underarter finns listade i Catalogue of Life.

## Bildgalleri

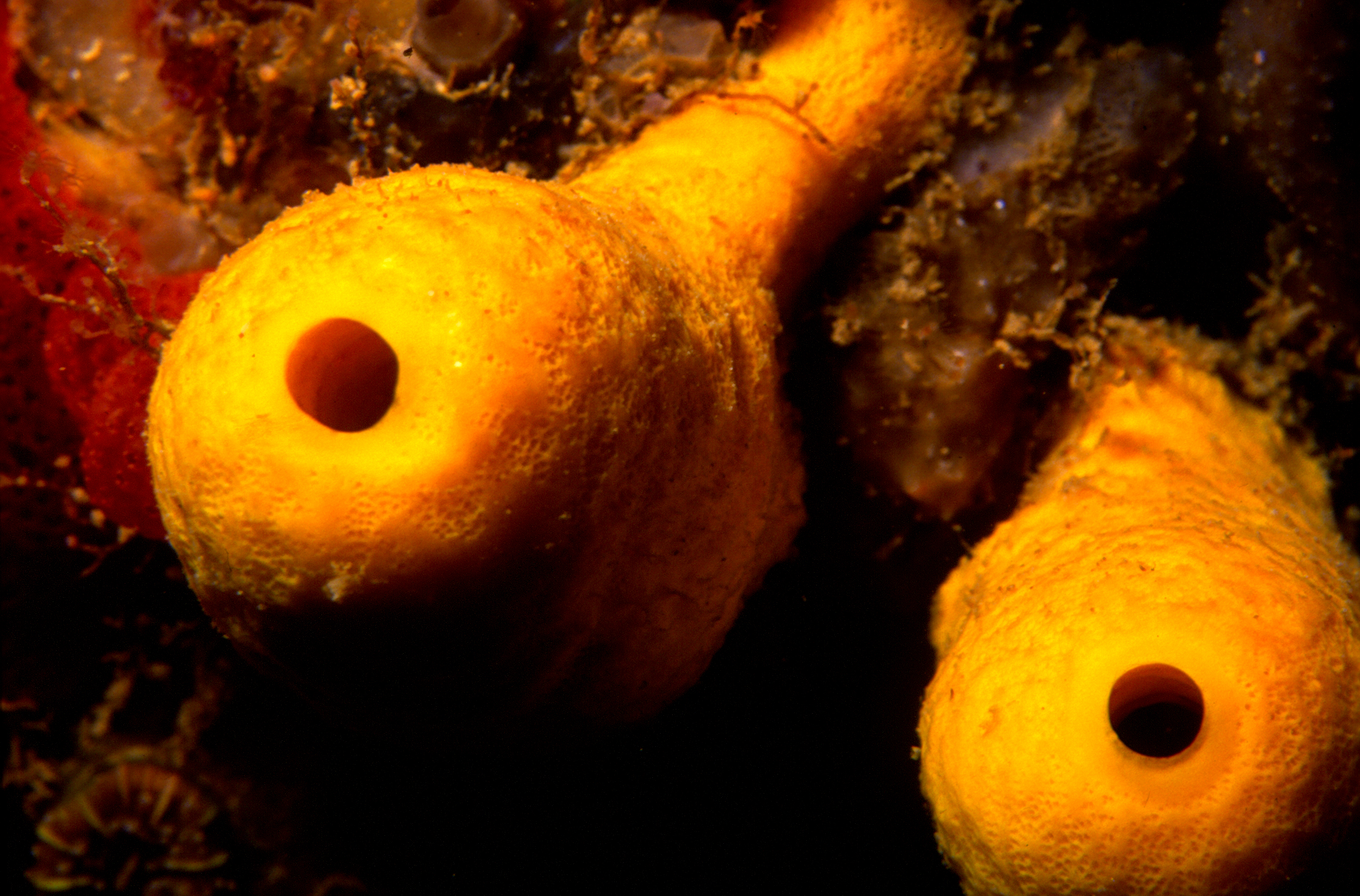
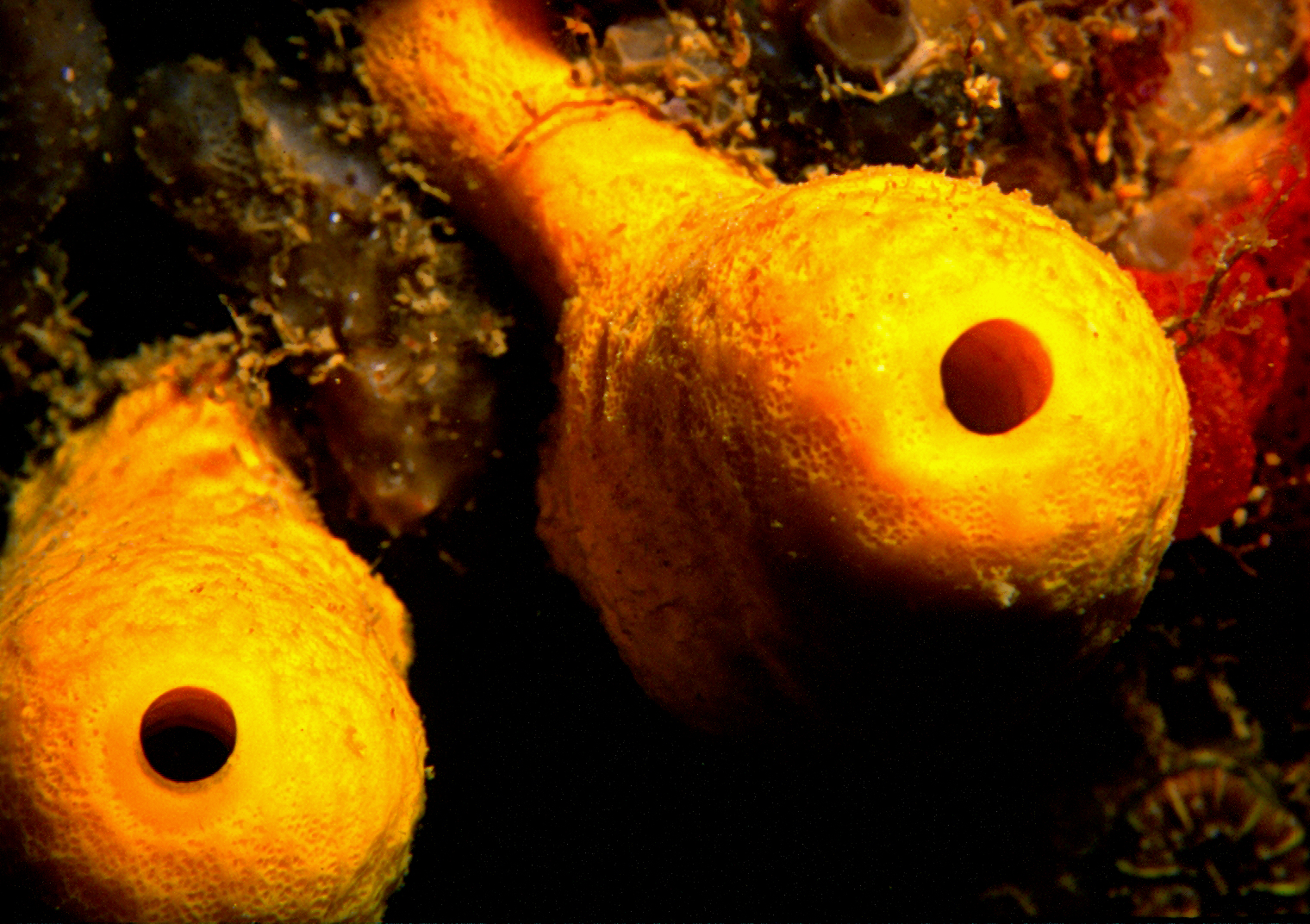